# Przewlekła białaczka neutrofilowa
Przewlekła białaczka neutrofilowa (ang. Chronic  neutrophic leucaemia, CNL) – nowotwór mieloproliferacyjny, który charakteryzuje się klonalną proliferacją dojrzałych neutrofilów. Zazwyczaj chorymi są osoby po 60 roku życia, jednak zdarzają się również zachorowania u młodszych.

## Etiologia
Do przyczyn należy nowotworowa transformacja komórki macierzystej lub ukierunkowanej komórki prekursorowej.  W około 1/5 przypadków występuje współistnienie szpiczaka mnogiego. Jeśli nie ma zmian klonalnych w linii neutrofilopoetycznej, wówczas rozpoznaje się reaktywną neutrofilię spowodowaną wydzielaniem cytokin przez plazmocyty. 

## Obraz kliniczny
U większości  pacjentów występuje powiększenie śledziony oraz wątroby. W 1/3 przypadków stwierdza się objawy dny moczanowej. Mogą wystąpić również krwawienia. 
Przebieg jest bardzo różny. Zazwyczaj choroba postępuje powoli. Czas przeżycia wynosi od pół roku do 20 lat. Pojawiające się cechy dysplazji zazwyczaj oznacza transformację blastyczną. 
Mediana przeżycia wynosi 2- 3 lata. Główna przyczyna zgonów to masywne krwawienia, które występują mimo prawidłowej liczby płytek krwi oraz prawidłowych czasów krzepnięcia. U wielu pacjentów dochodzi do transformacji w ostrą białaczkę szpikową.

## Rozpoznanie
Kryteria diagnostyczne wg WHO:
- W krwi obwodowej leukocytoza > 25 000/mikrolitr, w rozmazie występowanie form pałeczkowatych i segmentowych neutrofilów >80%, młodsze formy (promielocyty, mielocyty, i metamielocyty) <10%, mieloblasty <5%.
- W szpiku wzmożona neutrofilopoeza, mieloblasty<5%, prawidłowe dojrzewanie neutrofilów, sam szpik bogato komórkowy.
- Powiększenie śledziony i wątroby
- Wykluczenie odczynu białaczkowego, spowodowanego procesem zapalnym. Jeżeli występuje inny nowotwór należy wówczas potwierdzić klonalny wzrost linii neutrofilopoetycznej badaniami cytogenetycznymi i molekularnymi.
- Nieobecność chromosomu Ph i zmutowanego genu BCR-ABL1. W przypadku występowania stwierdzamy przewlekłą białaczkę szpikową.
- Wykluczenie innych nowotworów mieloproliferacyjnych.
- Wykluczenie zespołu mielodysplastycznego.
- Monocyty <1000/mikrolitr.

## Leczenie
Zazwyczaj stosuje się hydroksykarbamid lub busulfan. Można też podawać interferon alfa. Przewlekła białaczka neutrofilowa jest wskazaniem do przeszczepu allogenicznego.